# Trophée Birra Moretti
Vous pouvez aider à l'améliorer ou bien discuter des problèmes sur sa page de discussion.
- Il ne cite pas suffisamment ses sources. Vous pouvez indiquer les passages à sourcer avec {{référence nécessaire}} ou {{Référence souhaitée}}, et inclure les références utiles en les liant aux notes de bas de page. (Marqué depuis mars 2017)
- Il contient une ou plusieurs listes. Le texte gagnerait à être rédigé sous la forme d’un ou plusieurs paragraphes synthétiques, afin d’être plus agréable à lire. (Marqué depuis mai 2021)

- Archive Wikiwix
- Bing
- Cairn
- DuckDuckGo
- E. Universalis
- Gallica
- Google
- G. Books
- G. News
- G. Scholar
- Persée
- Qwant
- (zh) Baidu
- (ru) Yandex
- (wd) trouver des œuvres sur Wikidata

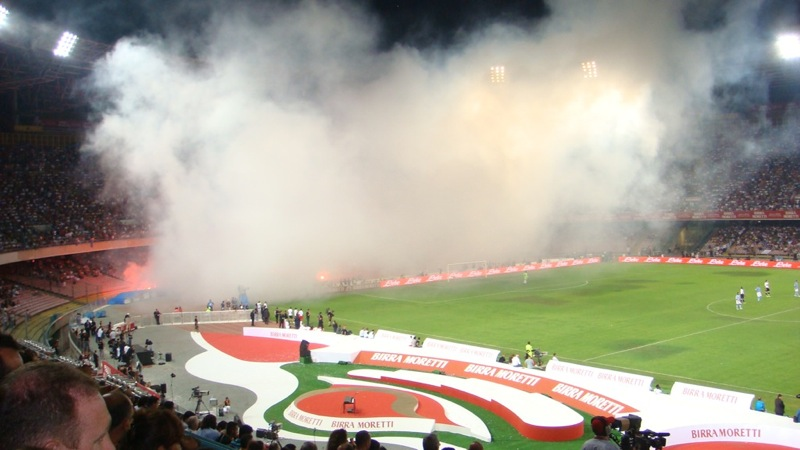
Remise des prix du trophée Birra Moretti au stade S. Paolo de Naples.

Le trophée Birra Moretti est un tournoi amical estival de football créé en août 1997 et qui se joue en Italie à Udine et qui est sponsorisé par la brasserie Birra Moretti. 
Ce tournoi n'est pas organisé par la FIGC et n'est donc pas un tournoi officiel.

## Participations
Au fil des ans, 11 équipes furent invitées à participer au tournoi (10 italiennes et une anglaise).
La Juventus et l'Inter sont les équipes ayant le plus été invités.
- Juventus : 11
- Inter : 11
- Naples : 4
- Udinese : 3
- Parme : 1
- Bari : 1
- Lazio : 1
- Chelsea : 1
- Sampdoria : 1
- Palerme : 1
- Milan : 1

## Tableau
| Année | Stade                | Vainqueur      | Deuxième    | Troisième      |
| ----- | -------------------- | -------------- | ----------- | -------------- |
| 1997  | Stadio Friuli, Udine | Juventus       | Inter Milan | Udinese Calcio |
| 1998  | Stadio Friuli, Udine | Udinese Calcio | Juventus    | Inter Milan    |
| 1999  | Stadio Friuli, Udine | Parme FC       | Inter Milan | Udinese Calcio |
| 2000  | San Nicola, Bari     | Juventus       | Inter Milan | AS Bari        |
| 2001  | San Nicola, Bari     | Inter Milan    | Lazio Rome  | Juventus       |
| 2002  | San Nicola, Bari     | Inter Milan    | Juventus    | Chelsea        |
| 2003  | San Nicola, Bari     | Juventus       | Sampdoria   | Inter Milan    |
| 2004  | San Nicola, Bari     | Juventus       | US Palerme  | Inter Milan    |
| 2005  | San Paolo, Naples    | SSC Naples     | Juventus    | Inter Milan    |
| 2006  | San Paolo, Naples    | Juventus       | SSC Naples  | Inter Milan    |
| 2007  | San Paolo, Naples    | Inter Milan    | Juventus    | SSC Naples     |
| 2008  | San Paolo, Naples    | Juventus       | Milan AC    | SSC Naples     |

## Victoires par équipe
- Juventus : 6 (1997, 2000, 2003, 2004, 2006, 2008)
- Inter : 3 (2001, 2002, 2007)
- Naples : 1 (2005)
- Udinese : 1 (1998)
- Parme 1 (1999)

## Anecdotes
- Le meilleur buteur toutes éditions confondues est Christian Vieri, qui a inscrit 6 buts tous sous le maillot de l'Inter Milan.
- L'édition 2009 n'a pas eu lieu car il s'agissait du 150e anniversaire de la Heineken Italia.